# Tres de la Cruz Roja
Tres de la Cruz Roja es una película española dirigida por Fernando Palacios en 1961.

## Argumento
Jacinto, Pepe y Manolo son tres amigos que deciden hacerse voluntarios de la Cruz Roja, pero no por su espíritu altruista, sino porque les permite entrar gratis en los estadios de fútbol, su gran pasión. Una vez dentro de la institución, sin embargo, se terminan entregando a la causa.

## Premios
17.ª edición de las Medallas del Círculo de Escritores Cinematográficos
| Categoría              | Candidato               | Resultado |
| ---------------------- | ----------------------- | --------- |
| Mejor actor secundario | José Luis López Vázquez | Ganador   |

## Comentarios
Se muestra en la película una organización con un enfoque de inspiración militar propio de los orígenes de la Cruz Roja.
Resulta curioso que los protagonistas trabajen pero no desprecien e incluso busquen comida en un momento avanzado del franquismo. Este tema se aborda en el dominante tono de humor de la película aunque resulta congruente con que se priven de la asistencia a un partido de fútbol.
Uno de los personajes colabora de modo individual con una viuda enferma y madre de familia que no puede permitirse el pago de las medicinas necesarias para su tratamiento. Se adivina profética esa intervención a la actual reorientación a los servicios sociales.